# Roots and Wings (album av Jill Johnson)
Roots and Wings släpptes den 26 november 2003 och är ett studioalbum av Jill Johnson. Det låg som högst på 5:e plats på den svenska albumlistan.

## Låtlista
1. Can't Get Enough of You - 3:16
2. God's Gift - 3:13
3. Breakfast in New York - 4:05
4. Natalie - 3:35
5. A Woman Knows - 3:44
6. You Can't Love Me Too Much - 3:24
7. Good for You - 2:54
8. You're Still Here - 3:15
9. Hopelessly Devoted - 4:05
10. Roots and Wings - 3:27
11. It Ain't the End of the World - 2:43
12. When I Found You - 4:17
13. Time Will Fly - 3:49
14. Desperado - 3:37

## Medverkande
- Pelle Jernryd - gitarr, lapsteel, dobro
- Mattias Pedersen, trummor
- Robin Abrahamsson - bas
- Robert Engstrand - keyboard, orgel, piano

## Listplaceringar
| Lista (2003-2004) | Topplacering |
| ----------------- | ------------ |
| Sverige           | 5 .          |

### Fotnoter
1. 1 2  ”Johnsons diskografi - Roots and Wings”. Arkiverad från originalet den 10 juni 2016. https://web.archive.org/web/20160610132806/http://jilljohnson.se/2003-11-26-roots-and-wings-cd/. Läst 26 maj 2016.
2. ↑  Placering på den svenska albumlistan